# Michel Roetzer
 (octobre 2012).
Si vous disposez d'ouvrages ou d'articles de référence ou si vous connaissez des sites web de qualité traitant du thème abordé ici, merci de compléter l'article en donnant les références utiles à sa vérifiabilité et en les liant à la section « Notes et références ».
Michel Roetzer est un tailleur de pierre et sculpteur français originaire de Vienne, en Autriche et vivant dans le Morvan depuis 1945. Il vit à Thizy. Il est inscrit en 2012 à l'inventaire des métiers d'art rares de l'UNESCO,.

## Biographie
Fils d'un tailleur de pierres, il arrive en France en 1945 avec sa mère, jeune veuve, qui s'installe dans le Morvan.
Le tailleur de pierre a participé à la rénovation du château de Thizy en 1973 alors que le bâtiment était à l'abandon. Il réalisa une dizaine de fontaines dont neuf sont demeurées dans l'Yonne, une est en Belgique et une autre dans le midi de la France. Il travaille beaucoup la pierre de Bierry-les-Belles-Fontaines.

## Œuvres
- La Fontaine aux trois dragons, 1976, fontaine à Saint-Florentin,  en pierre de l'Yonne.
- Grand Soleil, 1996, pierre de Bourgogne, pavillon Colbert[réf. nécessaire], pyramide du Louvre[Information douteuse]
- Epona, bas-relief en pierre de Bourgogne, sur la façade du lavoir du site de Fontenille.
- Fontaine Marguerite de Bourgogne, fontaine publique dans la cour du vieil hôpital, Tonnerre
- Fontaine publique dite des Amoureux, Turny
- Vigne en pierre, Donzy

## Prix
- 1976, prix Pionnier du Morvan, décerné par le Comité d'Études et d'Aménagement du Morvan
- 1993, grand prix départemental des métiers d'art